# Бенковський (Софійська область)
Бенко́вський (болг. Бенковски) — село в Софійській області Болгарії. Входить до складу общини Мирково.

## Населення
За даними перепису населення 2011 року у селі проживали 133 особи.
Національний склад населення села:
| Національність   | Кількість осіб | Відсоток |
| ---------------- | -------------- | -------- |
| болгари          | 90             | 67,7%    |
| цигани           | 36             | 27,1%    |
| турки            | 3              | 2,3%     |
| Всього відповіли | 133            |          |

Розподіл населення за віком у 2011 році:
Динаміка населення:

## Пам'ятки
У місті є церква святого Теодора Стратилата Болгарської Православної Церкви.